# کاراس
کاراس(نام علمی: Carassius carassius)
جزء کپور ماهیان می‌باشد که دارای دندان‌های حلقی به فرمول ۴–۴ است. فاقد سبیلک و دارای فلس‌های درشتی است. باله پشتی ممتدی داشته و ماده زایی در آنها رایج است. برای کشور ایران یک گونه غیر بومی است اما بین محققان بر سر وجود این‌گونه در ایران اختلاف نظر وجود دارد. حداکثر اندازه در این ماهی ۶۴ سانتی‌متر می‌باشد. این ماهی کفزی بوده و در آب‌های شیرین و لب شور به سر می‌برد. در استان گیلان به این ماهی کپورچیک (اوشین) گفته می‌شود و آفت استخرهای ماهی‌های گرمابی است زیرا غذای ماهیان پرورشی را می‌خورد و بعلت رشد کم و جثه کوچکش ارزش پرورش اقتصادی را ندارد.

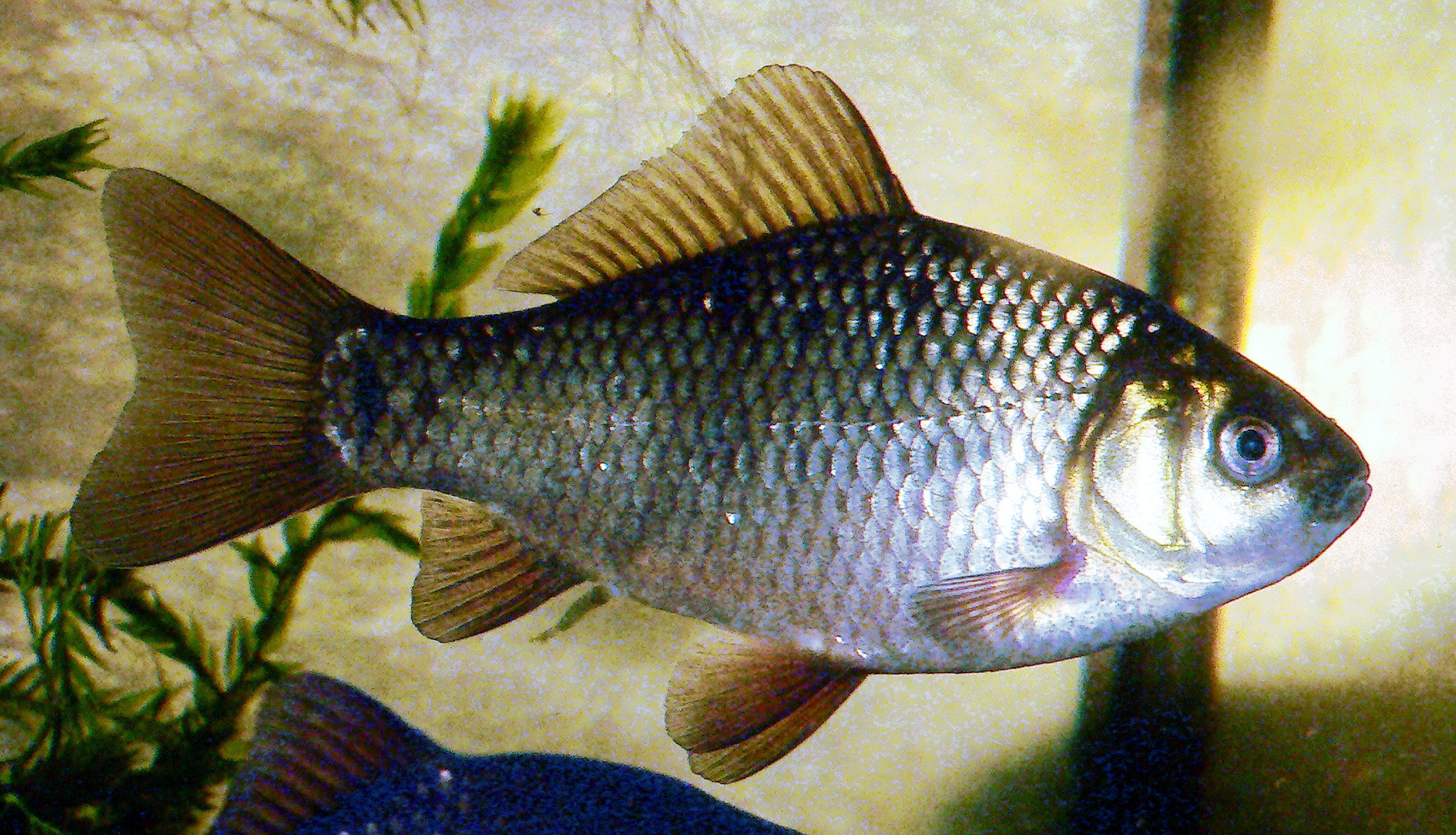